# Kalmar metodistförsamlings kapell
Kalmar metodistförsamlings kapell eller S:t Pauls kyrka i Kalmar var ursprungligen Kalmar metodistförsamlings eller S:t Pauls församlings kapell/kyrka.
Kyrkobyggnaden införskaffas redan 1868 under det första verksamhetsåret, vilket innebär att byggnaden är svenska metodistkyrkans första kapell/kyrka (svensk frikyrkorörelses första kapell är dock baptistkapellet i Issjöa). 1987 såldes byggnaden till Katolska kyrkan.
Kyrkan, som numera heter Sankt Kristoffers katolska kyrka, är belägen på Malmbrogatan 3 (före detta Nybrogatan 5) på Malmen i Kalmar. Namnet Kristoffer kommer av Kalmars skyddshelgon den helige Kristoffer.